# Kuchanur
Kuchanur là một thị xã panchayat của quận Theni thuộc bang Tamil Nadu, Ấn Độ.

## Nhân khẩu
Theo điều tra dân số năm 2001 của Ấn Độ, Kuchanur có dân số 6118 người. Phái nam chiếm 49% tổng số dân và phái nữ chiếm 51%. Kuchanur có tỷ lệ 59% biết đọc biết viết, thấp hơn tỷ lệ trung bình toàn quốc là 59,5%: tỷ lệ cho phái nam là 69%, và tỷ lệ cho phái nữ là 49%. Tại Kuchanur, 11% dân số nhỏ hơn 6 tuổi.